# Anthology 2
Anthology 2 är ett sammanställningsalbum med The Beatles som gavs ut 18 mars 1996. 
Albumet är en del av Anthology-serien (volym 2 av 3). Albumet innehåller liveinspelningar och studioinspelningar - från albumet Help! till början av 1968  - med undantag av Real Love som är en nyarbetad låt av John Lennon.
Producenter är George Martin, John Lennon, Paul McCartney, George Harrison, Richard Starkey och Jeff Lynne.

## Låtlista
Låtarna är skrivna av Lennon/McCartney där inget annat namn anges. 

### CD 1
1. Real Love (Lennon)
2. Yes It Is (Tagning 2 & 14)
3. I'm Down (Tagning 1)
4. You've Got to Hide Your Love Away (Tagning 1,2 & 5)
5. If You've Got Trouble (Tagning 1)
6. That Means a Lot (Tagning 1)
7. Yesterday (Tagning 1)
8. It's Only Love (Tagning 2 & 3)
9. I Feel Fine (Live på Blackpool Night out)
10. Ticket to Ride (Live på Blackpool Night Out)
11. Yesterday (Live på Blackpool Night Out)
12. Help! (Live på Blackpool Night out)
13. Everybody's Trying To Be My Baby (Live på Shea Stadium)(Perkins)
14. Norwegian Wood (This Bird Has Flown) (Tagning 1)
15. I'm Looking Through You (Tagning 1)
16. 12-Bar Original (Lennon/McCartney/Harrison/Starkey)
17. Tomorrow Never Knows (Tagning 1)
18. Got to Get You into My Life (Tagning 5)
19. And Your Bird Can Sing (Tagning 2)
20. Taxman (Harrison) (Tagning 11)
21. Eleanor Rigby (Tagning 14)
22. I'm Only Sleeping (Rehearsal)
23. I'm Only Sleeping (Tagning 1)
24. Rock and Roll Music (Live på Nippon Budokan)(Berry)
25. She's a Woman(Live på Nippon Budokan)

### CD 2
1. Strawberry Fields Forever (Demo Sequence)
2. Strawberry Fields Forever (Tagning 1)
3. Strawberry Fields Forever (Tagning 7 & Edit Piece)
4. Penny Lane (Tagning 9 horn Overdub)
5. A Day in the Life (Tagning 1,1,6 & Orchestra)
6. Good Morning Good Morning (Tagning 8)
7. Only a Northern Song (Tagning 3 & 12) (Harrison)
8. Being for the Benefit of Mr. Kite! (Tagning 1 & 2)
9. Being for the Benefit of Mr. Kite! (Tagning 7)
10. Lucy in the Sky with Diamonds (Tagning 6, 7 & 8)
11. Within You Without You (Instrumental) (Harrison)
12. Sgt. Pepper's Lonely Hearts Club Band (Tagning 5)
13. You Know My Name (Look Up the Number)
14. I Am the Walrus (Tagning 16)
15. The Fool on the Hill (Demo)
16. Your Mother Should Know (Tagning 27)
17. The Fool on the Hill (Tagning 4)
18. Hello, Goodbye (Tagning 16)
19. Lady Madonna (Tagning 3 & 4)
20. Across the Universe